# Stella Schnabel
 (mai 2018).
Pour les articles homonymes, voir Schnabel.
Stella Schnabel, née Stella Madrid Schnabel en 1983 à New York, est une actrice et poétesse américaine.
elle vit en Tunisie , en ce moment .

## Biographie
Elle naît à New York d'un père peintre néo-expressionniste américain, Julian Schnabel et d'une mère designer belge Jacqueline Schnabel.
Elle la sœur cadette du marchand d'art Vito Schnabel.

## Vie privée
Elle a eu une courte liaison amoureuse avec l'homme d'affaires franco-américain Olivier Sarkozy.

## Filmographie

### Cinéma
- 2010 : Miral de Julian Schnabel : Lisa
- 2010 : You Won't Miss Me de Ry Russo-Young : Shelly Brown
- 2011 :  Rampart de Oren Moverman : Jane
- 2015 : Horror de Tara Subkoff : Jamie
- 2015 : Life de Anton Corbijn : Norma Stock
- 2016 : Frank & Lola de Matthew Ross : Hazel
- 2016 : Brooklyn Village de Ira Sachs : L'actrice collège de Brian
- 2018 : At Eternity's Gate de Julian Schnabel

## Pièces radiophoniques
- 2020 : Lou Reed in Offenbach d'Oliver Augst, Françoise Cactus, Brezel Göring. Participation en tant que narratrice, chanteuse.
- 2019 : What we know is secret d'Oliver Augst et Raymond Pettibon. Participation en tant que narratrice et chanteuse.